# تشارلز إتش. ماتشيت
تشارلز إتش. ماتشيت هو ناشط إسبرنتو وسياسي أمريكي، ولد في 15 مايو 1843 في ماساتشوستس في الولايات المتحدة، وتوفي في 24 أكتوبر 1919 في Allston ‏ في الولايات المتحدة.